# القنطرة (ولاية بسكرة)
القنطرة بلدية وواحة تقع في شمال ولاية بسكرة والتي تبعد عنها ب 54 كم. وهي مدينة صغيرة هادئة قليلة السكان. وهي همزة وصل بين الشمال وجنوب وسط الشرق الجزائري وهي تجمع بين طبيعتي الصحراء والتل في مناخها وطابعها الجغرافي . تتربع على مساحة إجمالية تقدر بـ 238,98 كلم2 ، وترتفع عن سطح الأرض بمسافة 538,23 م. أُنشئت سنة 1946 كمركز بلدي (قرار مؤرخ في 29 ماي 1946) وكبلدية في سنة 1957 (قرار مؤرخ في 12 جانفي 1957).

## تسمية القنطرة
- هناك احتمال واحد لا ثاني له وهو أن القنطرة تعتبر حلقة وصل بين التل والصحراء في هذه المنطقة فاعتبرت بمثابة الجسر الموصل ، كما سميت في عهد الروماني كالكيوم هركلوس ومعناها : قدم هرقل " انتسابا للإمبراطور الروماني الذي كان يحكم الجزائر آنذاك تقديسا لقوته وشجاعته .

## الموقع والطقس
- تقع في الجنوب الغربي لجبال الأوراس على بعد 50 كلم إلى شمال بسكرة و 50 كلم إلى جنوب باتنة.
- محيطها متناقض ففي الشتاء يتواجد الثلج على بعد حوالي 20 ميلا إلى الشمال فقط، حين 60 ميلاً إلى الجنوب تتواجد الكثبان الرملية الساحرة حيث قد ترتفع درجة الحرارة في الصيف إلى 50 درجة مئوية.

## التاريخ

### الرومان
بنيت القنطرة في العصر الروماني وكانت مركز حضاري في المنطقة، وكانت تُعرف باسم «الجاثي كالكوس» (أي «حذاء هرقل») ويقول المؤرخون أن الرومان فتحوا ممرا عبر الجبال وبنوا الجسر الشهير لتسهيل حركة الناس والبضائع.

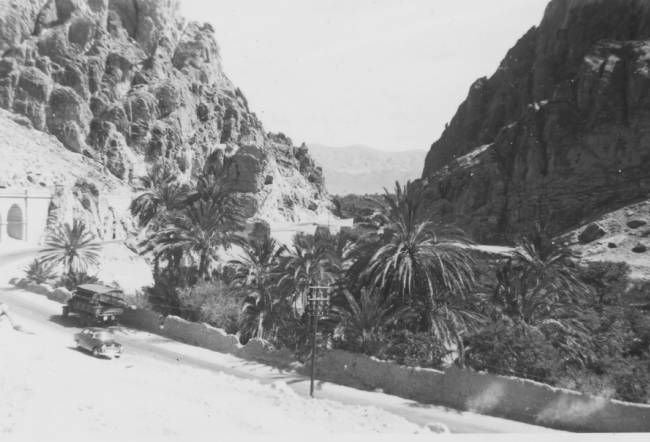
القنطرة عام 1962

### الفتوحات الإسلامية
تواجُد العربِ في القنطرة كان في شكل قبائل منذ القرن السابع الميلادي في عهد الفتوحات الإسلامية تحت قيادة طارق بن زياد. وفي عام 1048، ارتفع عددهم بعد هجرة بني هلال الذين جاؤوا من صعيد مصر في عهد الفاطميين.

### الاستعمار الفرنسي
في عام 1862 وتحت حكم نابليون الثالث تم إعادة تصميم الجسر بالكامل ليعكس عبقرية الهندسة الفرنسية.

## الفج
- كثرت الشائعات حول الشرخ الموجود بين الجبال ، فالأساطير العامة تقول أن ضربة سيف علي أو السيد عبد الله وهي شائعة مردودة لأن كليهما لم يأت إلى هاته المنطقة تاريخيا اللهم إذا أرادوا بذلك الفج تشبيه بالسيف ، والبعض يقول أن جنود الرومان هم الذين فتحوا هذا الشرخ لتسهيل المواصلات وهذا احتمال بعيد أيضا . والراجح أن الجيولوجيون يقولون أن هذا الشرخ هو ظاهرة طبيعية حيث كانت البحار قديما تغمر هاته المنطقة وبقيت آثار أمواجها على جبال القنطرة ، فلما انحسرت المياه بدأ الماء يثير فعله لمدة زمنية كبيرة حتى حدث هذا الشرخ الذي أصبح يسمى فجا . .[3]

## السكّان
أظهرت الدراسات أن سكان القنطرة من أصل بربري، والعديد من الأسماء التي عثر عليها هناك يؤكد ذلك. على سبيل المثال: «واد أغروم»، الذي يرمز إلى النهر الذي هو مصدر الرزق والحياة.

## التراث
- صنفت القنطرة كموقع تراثي وطني من طرف وزراة الثقافة الجزائرية بسبب تواجد آثار الرومان الباقية كالجسر الروماني المتبقي وسط الفج المشهور.

## معرض صور

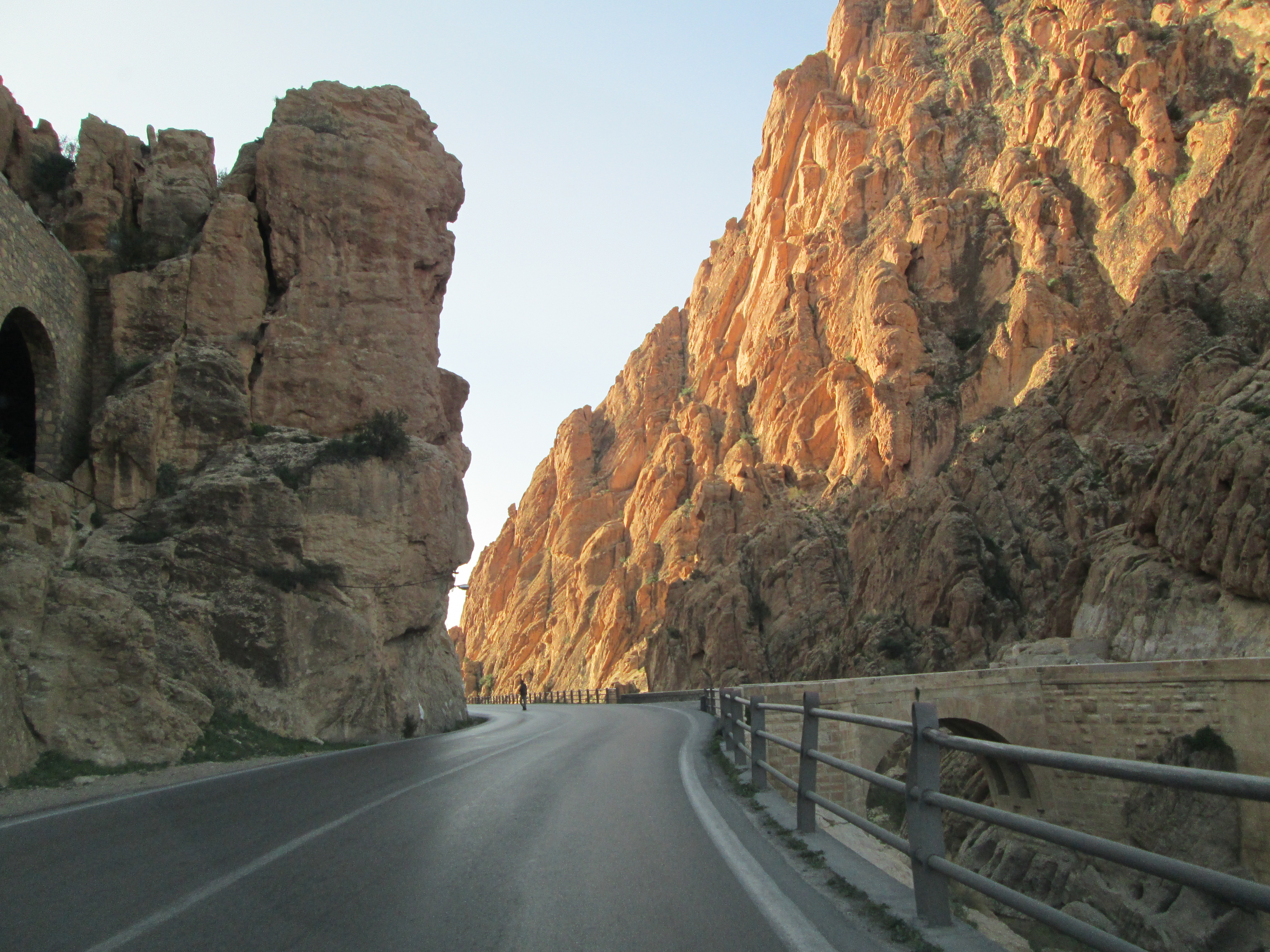
مرور الطريق الوطني رقم 3 في فج القنطرة
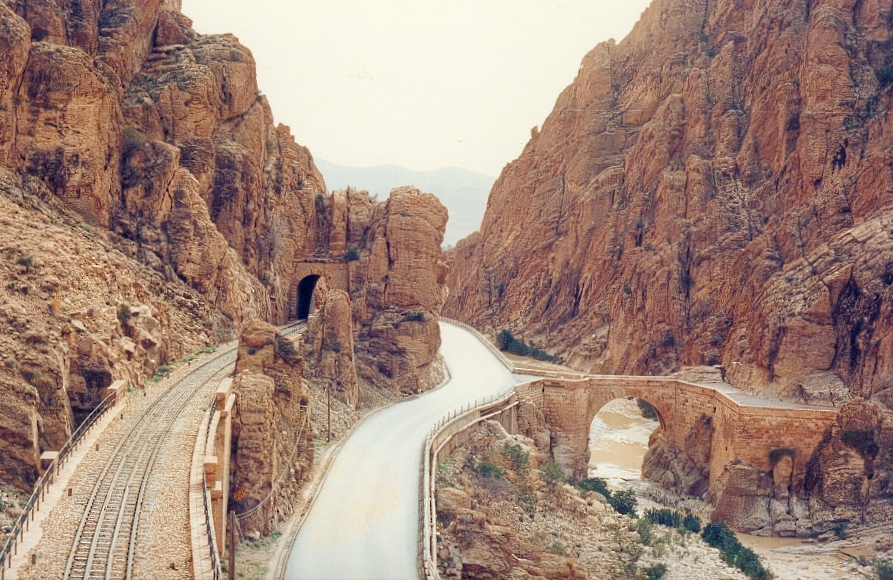
الجسر الروماني والطريق الوطني رقم 3 وخط السكة الحديدية
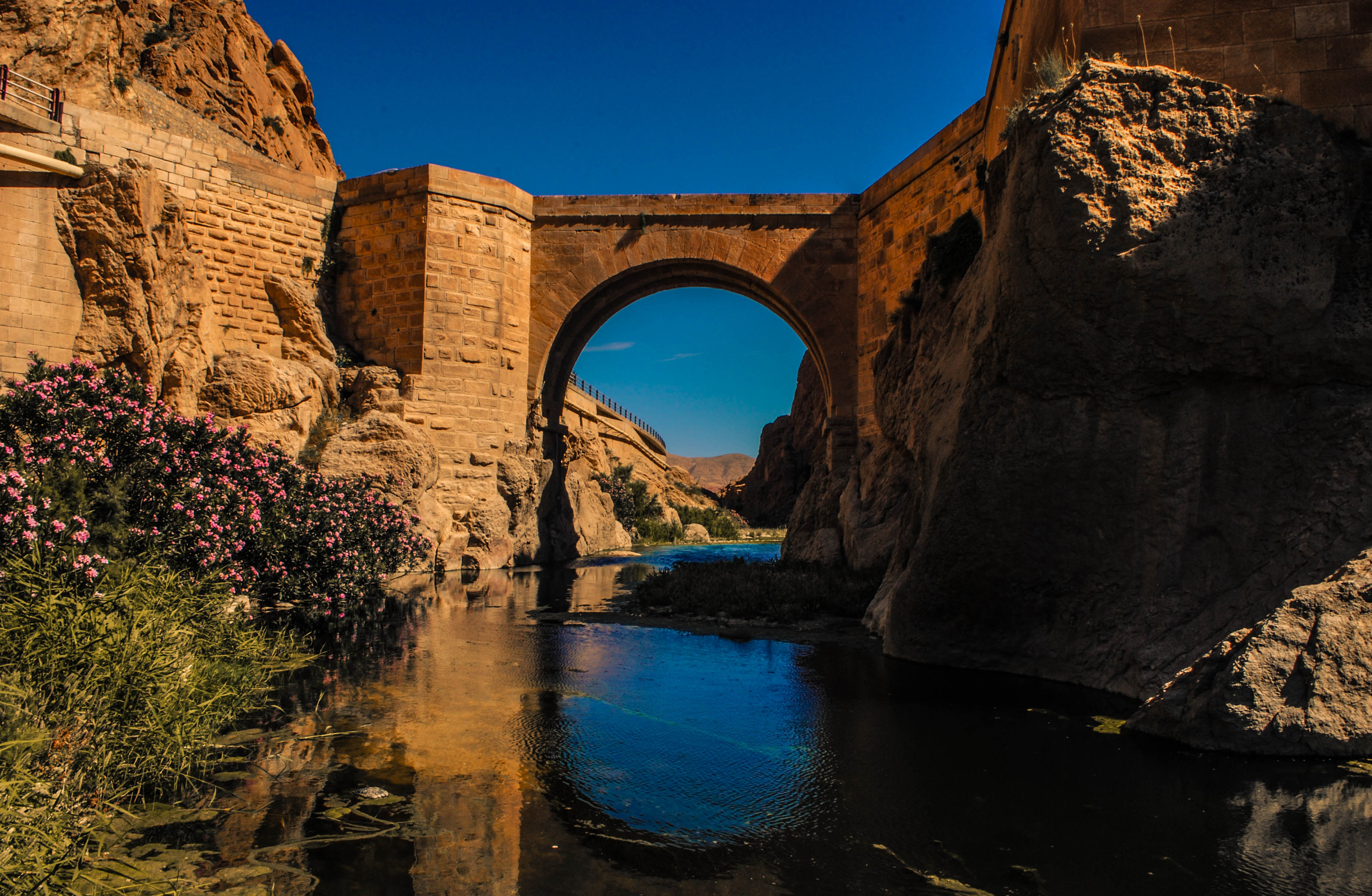
الجسر الروماني

## وصلات خارجية
- الأخدود، رقم 1، القنطرة، الجزائر